# Rocchetta Palafea
Rocchetta Palafea é uma comuna italiana da região do Piemonte, província de Asti, com cerca de 406 habitantes. Estende-se por uma área de 7 km², tendo uma densidade populacional de 58 hab/km². Faz fronteira com Bistagno (AL), Calamandrana, Cassinasco, Castel Boglione, Montabone, Sessame.

## Demografia
| Variação demográfica do município entre 1861 e 2011                               |
|                                                                                   |
| Fonte: Istituto Nazionale di Statistica (ISTAT) - Elaboração gráfica da Wikipedia |